# Majinović
Majinović (cyr. Мајиновић) – wieś w Serbii, w okręgu kolubarskim, w mieście Valjevo. W 2011 roku liczyła 126 mieszkańców.